# Dalea searlsiae
Dalea searlsiaees una especie de planta herbácea perteneciente a la familia de las leguminosas.

## Distribución
Es nativa del sur de Nevada, y el este del  Desierto de Mojave. 

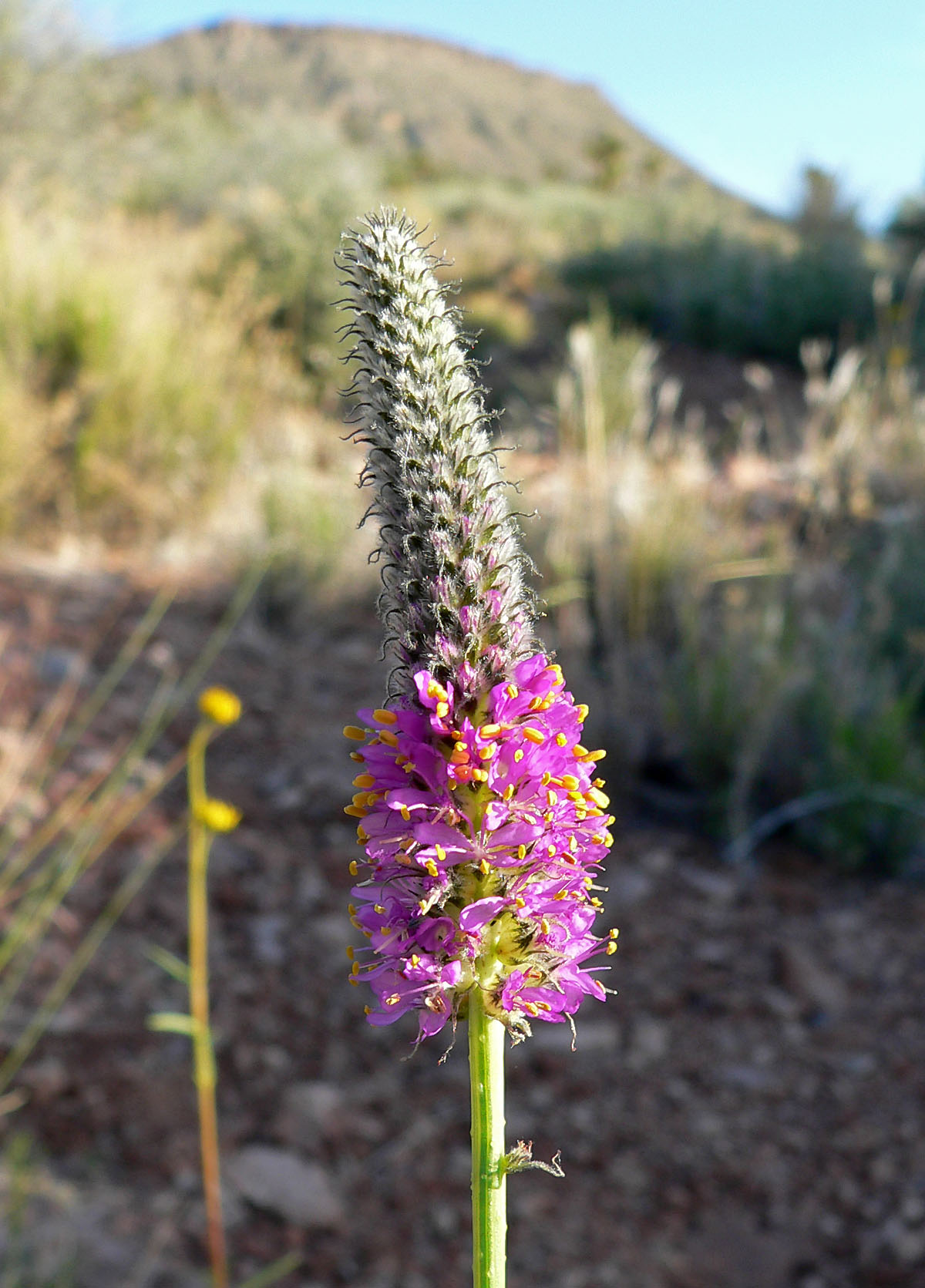
Detalle de inflorescencia

## Descripción
Dalea searlsiae alcanza un tamaño de 50 cm de altura y tiene flores de color púrpura. Por lo general se encuentra en los bosques de pinos junto a la artemisa y el enebro.

## Taxonomía
Dalea searlsiae fue descrita por (Asa Gray) Rupert Charles Barneby y publicado en Memoirs of the New York Botanical Garden 27: 234, en el año 1977.
Etimología
El género fue nombrado en honor del boticario inglés Samuel Dale (1659-1739).
searlsiae: epíteto
Sinonimia
- Kuhnistera searlsiae (A.Gray) Kuntze
- Petalostemon searlsiae A.Gray basónimo[4]